# مرغ درختزار پابلند
مرغ درختزار پابلند (نام علمی: Megalurulus rufus) نام یک گونه از تیره سسکان ملخی است.